# Mila mala
Mila mala je edini EP skupine Mladi levi. EP je bil posnet med letoma 1968 in 1969 in izdan leta 1969 pri založbi PGP RTB.

## Seznam skladb
| A stran | A stran                                            | A stran |
| Št.     | Naslov                                             | Dolžina |
| ------- | -------------------------------------------------- | ------- |
| 1.      | „Mila mala‟ (Jernej Jung/Jernej Jung/Vasja Repinc) | 4:44    |
| 2.      | „Ljubimo soul‟ (Jože Privšek)                      | 2:52    |

| B stran | B stran                                                                            | B stran |
| Št.     | Naslov                                                                             | Dolžina |
| ------- | ---------------------------------------------------------------------------------- | ------- |
| 1.      | „Poljubi me in pojdi‟ (Berti Rodošek/Dušan Velkaverh/Berti Rodošek, Jernej Podboj) | 2:46    |
| 2.      | „Something is wrong with my baby‟ (Isaac Hayes/David Porter)                       | 3:18    |

## Zasedba
- Jernej Jung – vokal
- Berti Rodošek – vokal, klaviature
- Petar Ugrin – trobenta
- Jernej Podboj – saksofon
- Branko Weissbacher – saksofon
- Vasja Repinc – klaviature
- Janez Bončina-Benč – kitara
- Peter Hudobivnik – bas kitara
- Matjaž Deu – bobni